# Му-му (фильм, 1998)
«Му-му» — российский художественный фильм, поставленный режиссёром Юрием Грымовым по рассказу И. С. Тургенева «Муму».

## Сюжет
Скучающей барыне приглянулся немой дворник Герасим. От ревности барыня не дала благословение на женитьбу Герасима на своей дворовой девушке Татьяне, насильно выдала Татьяну замуж за пьяницу Капитона и сослала в дальнюю деревню. Спустя время Герасим завел собачку, к которой обращался: «Му-му». Узнав об этом, барыня потребовала избавиться от собаки. В итоге Герасим топит Муму в реке.

## В ролях
| Актёр                | Роль                      |
| -------------------- | ------------------------- |
| Александр Балуев     | Герасим                   |
| Людмила Максакова    | барыня                    |
| Евдокия Вишнякова    | Наташа                    |
| Ирина Апексимова     | француженка Жюстина       |
| Елена Корикова       | Татьяна , дворовая девка  |
| Владимир Стеклов     | Капитон                   |
| Андрей Мартынов      | Гаврила Андреевич         |
| Геннадий Назаров     | Ерофейка , дворовый мужик |
| Раиса Рязанова       | Анисья                    |
| Николай Сморчков     | дворовый мужик            |
| Алексей Кравченко    | дворовый мужик            |
| Екатерина Стриженова | дворовая девка            |
| Дмитрий Шевченко     | Степан                    |
| Наталья Хорохорина   |                           |
| Наталия Потапова     |                           |

## Съёмочная группа
- Сценарий: Юрий Грымов, Татьяна Егерева, Селена Андреева
- Режиссёр-постановщик: Юрий Грымов
- Оператор-постановщик: Юрий Клименко
- Художник-постановщик: Григорий Широков
- Композитор: Владимир Дашкевич
- Продюсер: Кирилл Легат
- Исполнительный продюсер: Сергей Гесслер
- Государственный симфонический оркестр кинематографии
- Дирижёр: Сергей Скрипка

## Производство
На роль Барыни были приглашены Людмила Максакова и Людмила Гурченко. Последняя ответила категорическим отказом.
По словам Юрия Грымова, на роль Герасима он намеревался пригласить Микки Рурка, но отказался от этой идеи, посчитав, что тот не впишется в актёрский ансамбль.
Съёмки проходили в Рузе, съёмочная группа жила в пансионате.

## Награды
- 1998 — МКФ «Арсенал» в Риге. Первый приз — Юрий Грымов.
- 1998 — ОРКФ в Сочи. Специальный диплом Президентского совета «За яркое визуальное воплощение классического сюжета» — Юрий Грымов.
- 1998 — ОРКФ в Сочи. Приз им. Таривердиева за лучшую музыку к фильму — Владимир Дашкевич.
- 1998 — Премия «Ника». За лучшую операторскую работу — Юрий Клименко.
- 1998 — Приз «Золотые кисти кино, телевидения и театра» министерства культуры Франции. За лучший дебют — Юрий Грымов[1].
- 1999 — МКФ славянских и православных народов «Золотой Витязь». Приз «Золотой Витязь» за лучший игровой фильм — Юрий Грымов.
- 1999 — МКФ славянских и православных народов «Золотой Витязь». Приз за лучшую роль второго плана — Елена Корикова.
- 1999 — РКФ «Литература и кино» в Гатчине. Специальный приз жюри — Юрий Грымов.
- 1999 — РКФ «Литература и кино» в Гатчине. Большой приз жюри — Юрий Грымов.
- 1999 — РКФ «Литература и кино» в Гатчине. Приз за лучшую женскую роль — Людмила Максакова.